# موکینو (نیومکزیکو)
موکینو (به انگلیسی: Moquino) یک منطقهٔ مسکونی در ایالات متحده آمریکا است که در نیومکزیکو واقع شده‌است. موکینو ۶٫۰۲ کیلومتر مربع مساحت و ۳۷ نفر جمعیت دارد و ۱٬۸۶۵٫۴ متر بالاتر از سطح دریا واقع شده‌است.